# Papierknipkunst in China

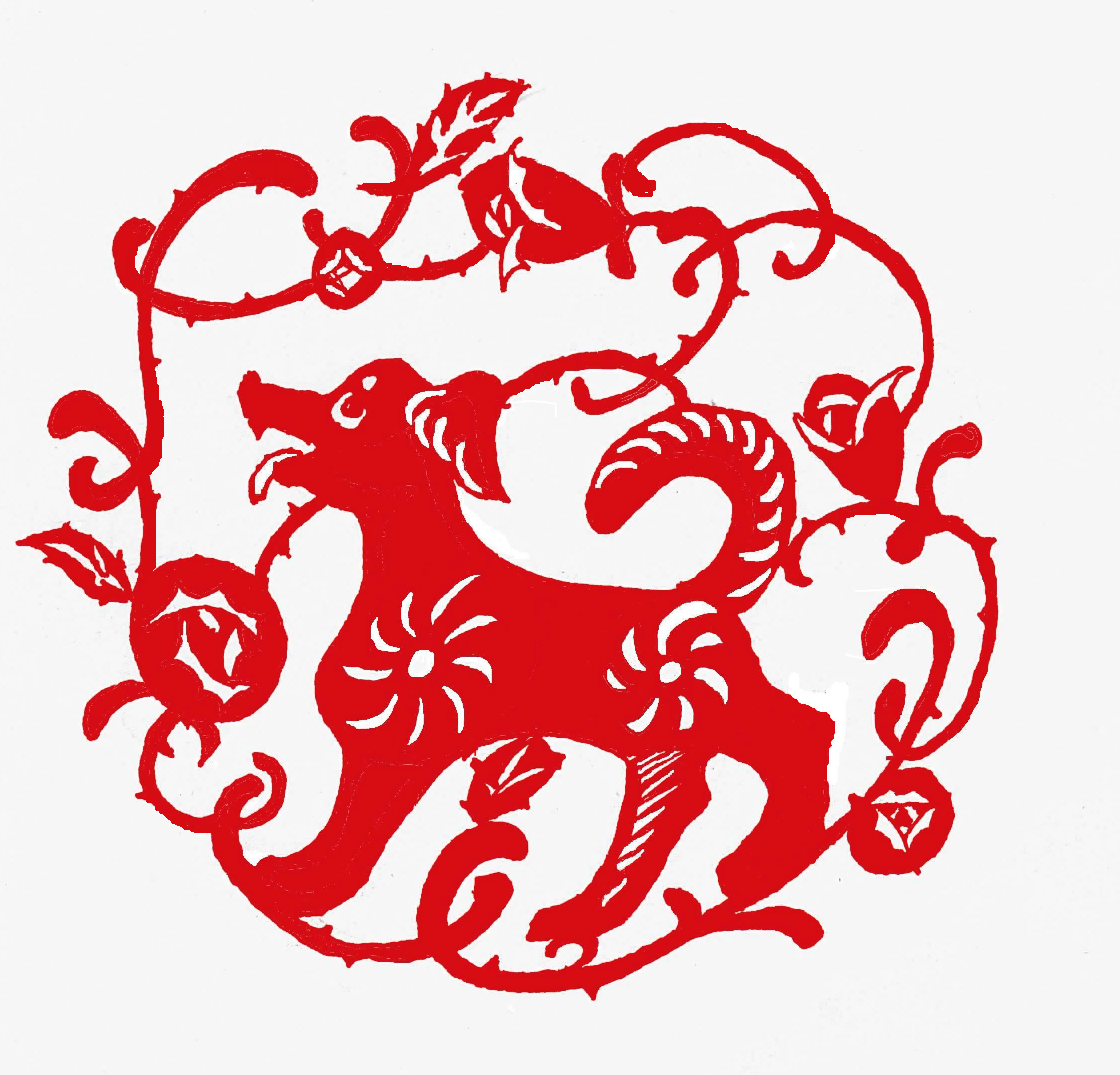
Knipsel ter gelegenheid van het Jaar van de Hond, 2006

De papierknipkunst in China ( Jiǎnzhǐ (Vereenvoudigd : 剪纸 ; Traditioneel : 剪紙 ; pinyin : jiǎnzhǐ ; letterlijk: "gesneden papier")) bestaat uit ontwerpen en patronen die uit papier gesneden of geknipt worden. De Chinese papierknipkunst (ook wel knipselkunst) is een van de oudste vormen van volkskunst. Waarschijnlijk werden voor de introductie van papier in de eerste eeuw voor Christus al patronen in leer en dunne metalen plaatjes gesneden.

## Gebruik van papierknipsels
In China waren papierknipsels een goedkope manier om het huis te versieren tijdens seizoens- en familiefeesten. Ze werden op ramen, plafonds en lantaarns geplakt als uitdrukking van de verlangens op het platteland, zoals voorspoed, een overvloedige oogst, vruchtbaarheid, de wens om zonen te baren, gezondheid en de wens van een lang leven. Tevens konden ze boze geesten verdrijven.
Papierknipsels werden niet alleen gebruikt als versiering  maar ook voor andere doeleinden. Bijvoorbeeld als patronen voor borduurwerk: er werd overheen geborduurd tot het papier verdwenen was. Ze werden ook gebruikt voor het uitsparen van patronen in geverfde weefsels (jiaran) en bij het pottenbakken. De vroegste schaduwspelpoppen in de Song-dynastie (960-1279) werden uit papier geknipt. Schaduwpoppen werden later van leer gemaakt maar worden nog steeds wel paper shadows genoemd. De invloed van papierknipsels is tegenwoordig nog te zien in de grafische kunst, houtsnedes, kranten, cartoons en posters.